# Die Kaufleute von Amsterdam
Die Kaufleute von Amsterdam ist ein 2000 bei JUMBO erschienenes Spiel für 3 bis 5 Spieler von Reiner Knizia.

## Inhalt
- Spielplan
- Versteigerungsuhr
- 120 Spielplättchen, je 24 in den Farben blau, gelb, grau, grün und orange
- 84 Spielkarten:
  - 9 Warenkarten, davon 6 nur für mehr als 3 Spieler
  - 24 Handelsniederlassungskarten
  - 27 Amsterdamkarten
  - 24 Sanduhrkarten
- 3 Scheiben (Bürgermeister, Versteigerung, Eimer mit Karten)
- Spielfigur
- Spielgeld:
  - 20 × 10.000 Gulden
  - 20 × 20.000 Gulden
  - 15 × 50.000 Gulden
  - 30 × 100.000 Gulden
  - 12 × 500.000 Gulden
- 5 Kreditmarken
- Spielregel (16 DIN-A4-Seiten, davon 9 Seiten Regeltext)

## Spielprinzip
Im Spiel wird die Zeit in Amsterdam von 1579 bis 1666 nachgespielt, im Anhang des Regelheftes finden sich auch Informationen zu den wichtigsten Ereignissen dieser Zeit, die auf der Zeitleiste des Spielplans dargestellt sind. Jeder Spieler startet im Jahr 1579 mit einem Haus in Amsterdam, einer Handelsniederlassung, einer Ware und 400.000 Gulden. In jeder Runde ist ein Spieler Bürgermeister und deckt nacheinander Karten vom verdeckten Stapel auf. Handelt es sich dabei um eine Sanduhrkarte wird der Spielstein auf der Zeitleiste um ein Feld vorgerückt und eventuelle Anweisungen sofort ausgeführt. Bei den anderen Karten (Waren, Handelsniederlassung, Amsterdam) muss er sich entscheiden auf welche der drei Scheiben er sie legt. Legt er sie auf die Bürgermeisterscheibe, kann er sie selber kostenlos nutzen. Karten auf der Scheibe „Eimer mit Karten“ werden aus dem Spiel genommen, auf die Versteigerungsscheibe gelegte Karten werden unter allen Mitspielern versteigert. Hierzu wird die Versteigerungsuhr benutzt, die, sobald sie gestartet wurde, den Preis der Karte von 200.000 Gulden auf 50.000 Gulden verringert. Der Spieler, der die Uhr stoppt, erhält die Karte zum dann angezeigten Preis. In verschiedenen Jahren finden Wertungen statt, dabei erhalten die Spieler Geld für Mehrheiten in den Amsterdamer Stadtvierteln, Erdteilen oder der Warenbörse. Zudem gibt es Extraprämien und eine Schlusswertung in der alle Bereiche noch einmal gewertet werden. Sieger ist der Spieler, der das meiste Geld angesammelt hat.

## Einsatz bei Meisterschaften
- 2000 bei den ersten EuropeMasters

## Auszeichnungen
- 2001: Nominiert für den International Gamers Award, Kategorie „General Strategy Games“ (allgemeine Strategiespiele) – Multiplayer

## Spielkritiken
- Spielbox Ausgabe 4/00: „Die Uhr läuft rückwärts“

## Übersetzungen
- Englisch: The Merchants of Amsterdam (Rio Grande Games)
- Niederländisch: De Veilingmeesters van Amsterdam